# Запужане
Запужане је насељено мјесто у Равним Котарима, у сјеверној Далмацији. Припада граду Бенковцу, у Задарској жупанији, Република Хрватска.

## Географија
Запужане је од Бенковца удаљено 6 км југозападно.

## Историја
Запужане је, као и остатак бенковачког краја, ушло у састав Републике Српске Крајине 1991. године, а 1995. је етнички очишћено у акцији хрватске војске Олуја.

## Становништво
По попису из 1991. године, Запужане је је имало 547 становника, од тога 532 Срба. Десет година касније, становника је било тек 25, углавном старијих Срба повратника. Запужане је према попису становништва из 2011. године имало 56 становника, углавном Срба повратника.
| Националност       | 1991. | 1981. | 1971. | 1961. |
| Срби               | 532   | 572   | 559   | 552   |
| Југословени        |       | 26    | 9     | 1     |
| Хрвати             | 6     | 3     |       | 2     |
| остали и непознато | 9     | 18    |       |       |
| Укупно             | 547   | 619   | 568   | 555   |

| Демографија | Демографија | Демографија |
| Година      | Становника  | Становника  |
| ----------- | ----------- | ----------- |
| 1961.       | 555         |             |
| 1971.       | 568         |             |
| 1981.       | 619         |             |
| 1991.       | 547         |             |
| 2001.       | 25          |             |
| 2011.       |             | 56          |

## Попис 1991.
На попису становништва 1991. године, насељено место Запужане је имало 547 становника, следећег националног састава:
| Попис 1991.‍ | Попис 1991.‍ | Попис 1991.‍ | Попис 1991.‍ | Попис 1991.‍ |
| ----------- | ----------- | ----------- | ----------- | ----------- |
|             |             |             |             |             |
| Срби        | Срби        |             | 532         | 97,25%      |
| Хрвати      | Хрвати      |             | 6           | 1,09%       |
| Пољаци      | Пољаци      |             | 1           | 0,18%       |
| непознато   | непознато   |             | 8           | 1,46%       |
| укупно: 547 |             |             |             |             |

## Презимена
| - Банић — Православци, славе Светог Јована - Боговац — Православци, славе Светог Јована - Богуновић — Православци, славе Светог Јована - Врцељ — Православци, славе Светог Николу - Грубић — Православци, славе Светог Јована - Гулић — Православци, славе Светог Јована - Инић — Православци, славе Светог Стефана | - Јовановић — Православци, славе Светог Димитрија - Калинић — Православци, славе Ђурђевдан - Кардум — Православци, славе Светог Јована - Радић — Православци, славе Ђурђевдан - Ћосо — Православци, славе Светог Архангела Михаила - Шарић — Православци, славе Светог Јована - Штрбац — Православци, славе Светог Јована |